# Mimophis mahfalensis
Mimophis mahfalensis is een slang uit de familie Psammophiidae.

## Naam en indeling
De wetenschappelijke naam van de soort werd voor het eerst voorgesteld door Alfred Grandidier in 1867. Oorspronkelijk werd de wetenschappelijke naam Psammophis mahfalensis gebruikt.

### Ondersoorten
De soort wordt verdeeld in twee ondersoorten die onderstaand zijn weergegeven, met de auteur en het verspreidingsgebied.
| Naam                                  | Auteur           | Verspreidingsgebied |
| ------------------------------------- | ---------------- | ------------------- |
| Mimophis mahfalensis madagascariensis | Günther, 1868    | Madagaskar          |
| Mimophis mahfalensis mahfalensis      | Grandidier, 1867 | Madagaskar          |

## Verspreiding en habitat
Mimophis mahfalensis komt voor in delen van Afrika en leeft endemisch op Madagaskar. De slang komt voor in het centrale en zuidelijke deel van het eiland. De habitat bestaat uit vochtige tropische en subtropische laaglandbossen, tropische en subtropische drogere bossen, savannen en scrublands. Ook in door de mens aangepaste streken zoals aangetaste bossen kan de slang worden aangetroffen.

## Beschermingsstatus
Door de internationale natuurbeschermingsorganisatie IUCN is de beschermingsstatus 'veilig' toegewezen (Least Concern of LC).